# 菅生パーキングエリア
菅生パーキングエリア（すごうパーキングエリア）は、宮城県柴田郡村田町菅生にある東北自動車道のパーキングエリア (PA)。菅生スマートインターチェンジ（菅生SIC）を併設する。

## 施設
当PAを挟んで国見SAと長者原SAの間の約100 kmの区間にはサービスエリア (SA) がなく、当PAが実質的にSAとしての機能を果たしている。施設のリニューアル前にはレストランが設置されていた。

### 上り線（福島・宇都宮方面）
- 管理：ネクスコ東日本エリアトラクト[1]
- 運営：（株）グリーン・グリーン[2]
- 駐車場[2]
  - 大型 21台
  - 小型 98台
  - 身障者用
    - 小型：1
- トイレ[2]
  - 男性 大5（和式1室・洋式4室）・小14
    - オストメイト対応設備が設置されている[3]。

  - 女性 29（和式9室・洋式20室）
    - オストメイト対応設備が設置されている[3]。
    - 同伴の男児用1

  - 身障者用 1
- 給油・給電[2]
  - ガソリンスタンド（ENEOS〈ENEOSウイング〉24時間）[4]
  - 給電スタンド（24時間）[2]
- 軽食・カフェ[2]
  - フードコート（24時間）
  - 杜のパン工房（8:00 - 16:00）
- ショッピングコーナー（24時間）
- 生活・暮らし[2]
  - 自動販売機
  - E-NEXCO Wi-Fi SPOT
  - 郵便ポスト
- 休憩[2]
  - パウダーコーナー
  - 喫煙所
- 自動体外式除細動器 (AED)
- 高速道路サービス[2]
  - ハイウェイ情報ターミナル
  - 一般道からの出入口
  - ETC履歴プリンタ（24時間）
  - ハイウェイスタンプ（24時間）

### 下り線（盛岡・青森方面）
- 管理：ネクスコ東日本エリアトラクト
- 運営：春駒交通（株）[5][注釈 1]
- 駐車場[5]
  - 大型 23台
  - 小型 102台
  - 身障者用
    - 小型：1台
- トイレ[5]
  - 男性 大5（和式1室・洋式4室）・小14
    - オストメイト対応設備が設置されている[3]。

  - 女性 29（和式9室・洋式20室）
    - オストメイト対応設備が設置されている[3]。
    - 同伴の男児用 1

  - 身障者用 1
- 給油・給電[5]
  - ガソリンスタンド（ENEOS〈ENEOSウイング〉24時間）[6]
  - 給電スタンド（24時間）
- 軽食・カフェ[5]
  - すごうでキッチン/ラーメン・プレート料理（24時間）
  - 村田の地粉そば「丹誠庵」/ そば専門コーナー（24時間）
  - 仙台名物　杜の牛たん/ 牛たん専門コーナー (11:00 - 20:30)
  - みちのく海鮮「海仙道楽」/ 海鮮丼専門コーナー (11:00 - 20:30)
  - 「CAFE BY CIRCLE」/カフェ・サンドイッチ（7:00 - 15:30）
  - 「竹雀」/おこわ・惣菜 (9:00 - 20:00)
  - 屋台グルメ「みちのくいしんぼ」(8:00 - 18:00)
- お土産・産直販売[5]
  - みちのくに市「DATE-ICHIBA」/ ショッピングコーナー（24時間）
  - 蒲鉾本舗 高政/対面販売コーナー (10:00 - 20:00)
- 生活・暮らし[5]
  - 自動販売機
  - E-NEXCO Wi-Fi SPOT
  - 公衆無線LAN「フリースポット」（24時間）
- 休憩[5]
  - パウダーコーナー
  - 喫煙所
- 自動体外式除細動器 (AED)
- 高速道路サービス[5]
  - ハイウェイ情報ターミナル
  - 一般道からの出入口
  - ETC履歴プリンタ（24時間）
  - ハイウェイスタンプ（24時間）

トイレ・スナック・ショッピングコーナーなどの建物施設は、2012年4月27日に大きく刷新された。外観は斬新な黒基調のデザインとなり、正面入口上面には当地の戦国武将・伊達政宗が着用した兜の三日月をモチーフとした巨大なサインがあしらわれている。

## 菅生スマートインターチェンジ

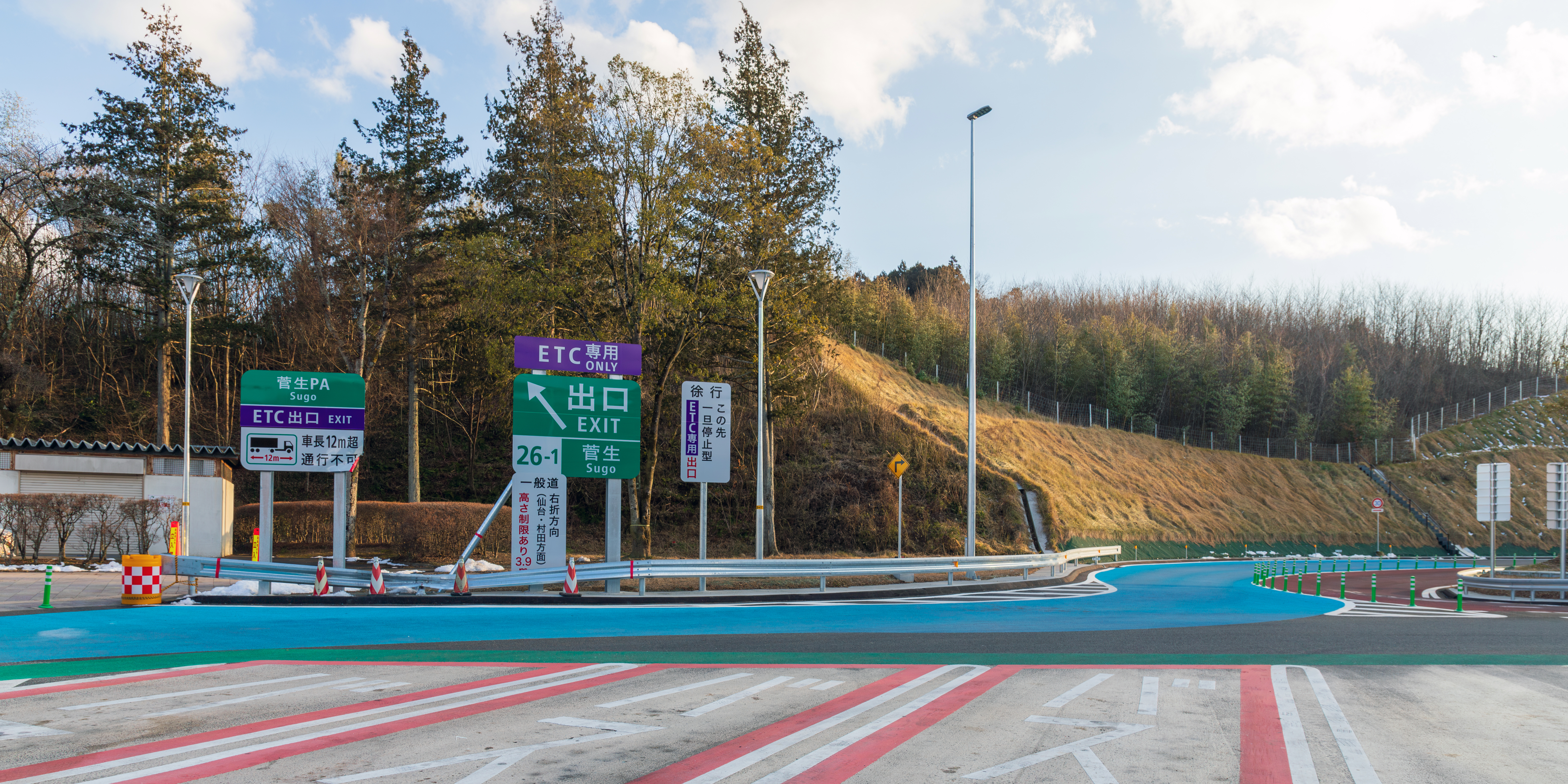
菅生SIC出口（上り線）

菅生スマートインターチェンジ（すごうスマートインターチェンジ）は、菅生PAに併設のスマートインターチェンジ (SIC) である。
利用可能車種はETC搭載の全車種（車長12 m以下）で24時間運用。上下線ともに出入可となっている。

### 接続する道路
- （上り線）町道菅生姥ヶ懐線[9]
- （下り線）宮城県道31号仙台村田線[9]

### 歴史
- 2017年（平成29年）7月21日：国土交通省より新規事業化[10]。
- 2020年（令和2年）
  - 6月：用地取得が完了[8][9]。
  - 10月上旬：工事着手[8][9]。
- 2022年（令和4年）4月22日：名称が「菅生スマートIC」で正式決定[11]。
- 2023年（令和5年）3月25日：供用開始[12][8][9]。

## 当エリアで休憩する高速バス
- WEライナー夜行便
- 広瀬ライナー（宮城交通担当便）新宿・渋谷行き

## 隣
E4 東北自動車道
(25) 村田IC - (26) 村田JCT - (26-1) 菅生PA/SIC - (27) 仙台南IC